# Баланівка (Буча)
Баланівка —мікрорайон Гостомеля. Історична місцевість, розташована частково у місті Буча і частково у селищі Гостомель Київської області.
На Баланівці (на території селища Гостомель) знаходилася Бучанська виправна колонія (БВК-85).